# Castalia (gebouw)
Het Castalia is een van de hoogste gebouwen van Den Haag met een hoogte van 104 meter. Het gebouw maakt deel uit van het Rijkskantoor de Resident alwaar het Ministerie van Volksgezondheid, Welzijn en Sport en het Ministerie van Sociale Zaken en Werkgelegenheid zijn gevestigd.
Het gebouw staat op de plaats waar voorheen het Gebouw voor Kunsten en Wetenschappen stond. Het stond oorspronkelijk bekend als het Transitorium, dat ontworpen was door Jan Lucas. Het aanvankelijk 73 meter hoge gebouw werd in veertig weken tijd gebouwd met het jackblocksysteem en in 1967 opgeleverd. In de jaren 90 van de 20ste eeuw werd het gebouw tot het skelet afgebroken en vervolgens weer herbouwd. Het vernieuwde gebouw, van architect Michael Graves, werd in 1998 geopend.

## Naamgeving
De eerste naam van het gebouw, Transitorium, betekent doorgangshuis omdat het als tijdelijke huisvesting diende van ministeries. Sinds 1998 is de naam Castalia, genoemd naar een Griekse nimf, die gerelateerd was aan de muzen, waar het Muzenkwartier naar genoemd is.  Door de twee puntdaken van 35 meter hoog die er tijdens de verbouwing op zijn geplaatst heeft het gebouw de bijnaam de "Haagse Tieten" gekregen. Deze twee uitbreidingen hebben geen functie, maar moesten het kantoorgebouw laten lijken op een groot grachtenpand.

## Skyline
Vanuit richtingen waarvandaan de puntdaken naast elkaar zichtbaar zijn, zoals vanaf de Hofvijver, maken deze het gebouw in de skyline van Den Haag gemakkelijk herkenbaar, zelfs als silhouet. Vanuit richtingen daar haaks op is het gebouw herkenbaar door de Hoftoren ervoor of erachter (met het achterste gebouw nog gedeeltelijk zichtbaar), en door de iets hogere zijkanten.
JuBi-torens · Hoftoren · New Babylon · The Grace I & II · Het Strijkijzer · De Kroon · Grotius I & II · Prinsenhof · Castalia · Sint-Jacobuskerk · Haagse Toren · Vredespaleis · Zurichtoren · Leonardo da Vinci I · Muzentoren · Witte Anna · Centre Court · Pharos · Malietoren · De Groene Toren · Zilveren Toren · Stadsdeelkantoor Escamp
Cooltoren (Rotterdam) · Delftse Poort (Rotterdam) · FIRST (Rotterdam) · Hoftoren (Den Haag) · JuBi-gebouw (Den Haag) · De Kroon (Den Haag) · Maastoren (Rotterdam) · Millenniumtoren (Rotterdam) · Mondriaantoren (Amsterdam) · Montevideo (Rotterdam) · New Babylon (Den Haag)  · New Orleans (Rotterdam) · The Red Apple (Rotterdam) · Rembrandttoren (Amsterdam) · De Rotterdam (Rotterdam) · Het Strijkijzer (Den Haag) · Westpoint (Tilburg) · World Port Center (Rotterdam) · De Zalmhaven (Rotterdam)
Achmeatoren (Leeuwarden) · Alphatoren (Enschede) · Carlton (Almere) · Erasmusgebouw (Nijmegen) · Europees Octrooibureau (Rijswijk) · EWI-gebouw (Delft) · Hondsrugtoren (Emmen) · Innovatoren (Venlo) · Kempkensberg (Groningen) · Niko (Eindhoven) · Provinciehuis ('s-Hertogenbosch) · Rabobank (Utrecht) · Sardijntoren (Vlissingen) · IJsseltoren (Zwolle)